# Jo Pessink

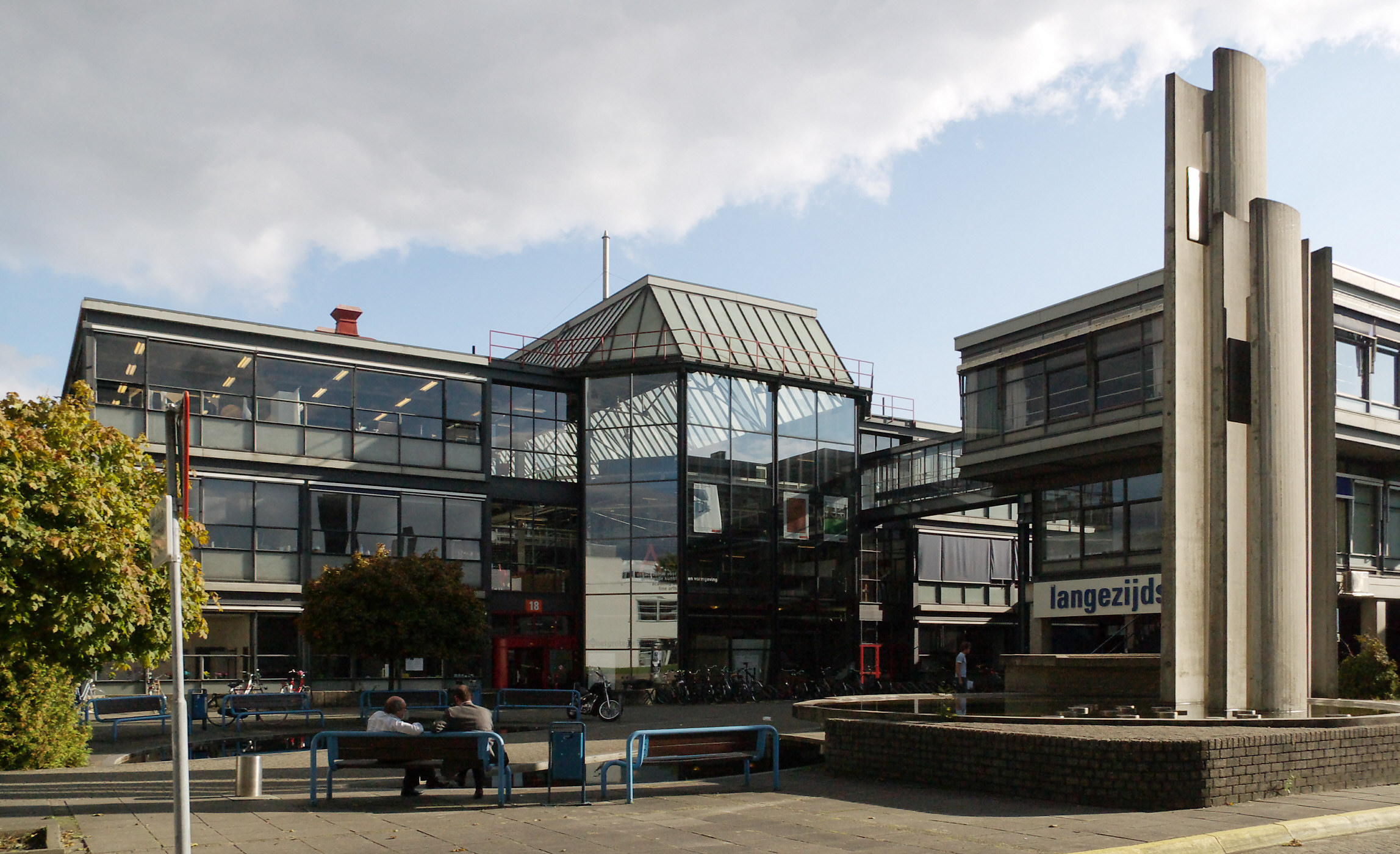
Fontein/sculptuur (1979), gebouw Langezijds Universiteit Twente, Enschede

Johan Reindert (Jo) Pessink (Deventer, 6 mei 1928 – Nijverdal, 28 oktober 1998) was een Nederlandse schilder, beeldhouwer en graficus.

## Leven en werk
Jo Pessink ontving zijn opleiding aan de Arnhemse Academie Kunstoefening en studeerde aansluitend aan het Nationaal Hoger Instituut voor Schone Kunsten in Antwerpen. Hij was een leerling van de schilder Hendrik Valk en de graficus Mark Severin. In 1958 won hij de Gerard ter Borchprijs en in 1959 de Gulden Adelaar, de culturele prijs van de gemeente Deventer.
Pessink was van 1963 tot 1989 docent aan de Academie voor Kunst en Industrie (AKI) in Enschede. Een mede door Pessink georganiseerde overzichtstentoonstelling vond postuum plaats als Hommage aan Jo Pessink (1928-1998) in Galerie am Bergkerk in Deventer. Hij is vooral bekend geworden door zijn werk als lithograaf.

## Werk (selectie)
- Scherftegelmozaïek (1958), hoofdkantoor Thomassen & Drijver-Verblifa aan de Zutphenseweg in Deventer
- Scherftegelmozaïek (1962)[3], Carolus Clusius College, Kamperweg 1 in Zwolle
- Sculptuur (1971), Ludgerstraat 1 in Deventer
- Abstracte sculptuur (ca. 1975), Wijkcentrum De Schalm, De Dreef in Deventer
- Golven (1978/79)[4], Aa-landen in Zwolle
- Fontein/sculptuur (1979, CT-gebouw Universiteit Twente in Enschede
- Speelobjekt (1979)[5], Marskant/Willemstraat in Hengelo
- zonder titel (1984), Sloetsweg/Dennebosweg in Hengelo
- tele-kommunikatie - reliëf, Prinses Beatrixstraat (postkantoor) in Hengelo
- Morenen (9-delig) (1986), Bursestraat in Deventer